# Спинальный эпидуральный абсцесс
Спинальный эпидуральный абсцесс — это cкопление гноя в эпидуральном пространстве спинного мозга. Это редкое, но опасное заболевания, способное вызвать неврологический дефицит, вследствие сдавления спинно-мозговых корешков или спинного мозга, а также приводить к поражению спинного мозга из-за вовлечения сосудов (тромбофлебит)

## Эпидемиология
Частота возникновения составляет от 0,2-1,2 до 5,1 случая на 10 000 госпитализаций. Чаще болеют взрослые люди, наибольшая частота возникновения приходится на шестое-седьмое десятилетие жизни

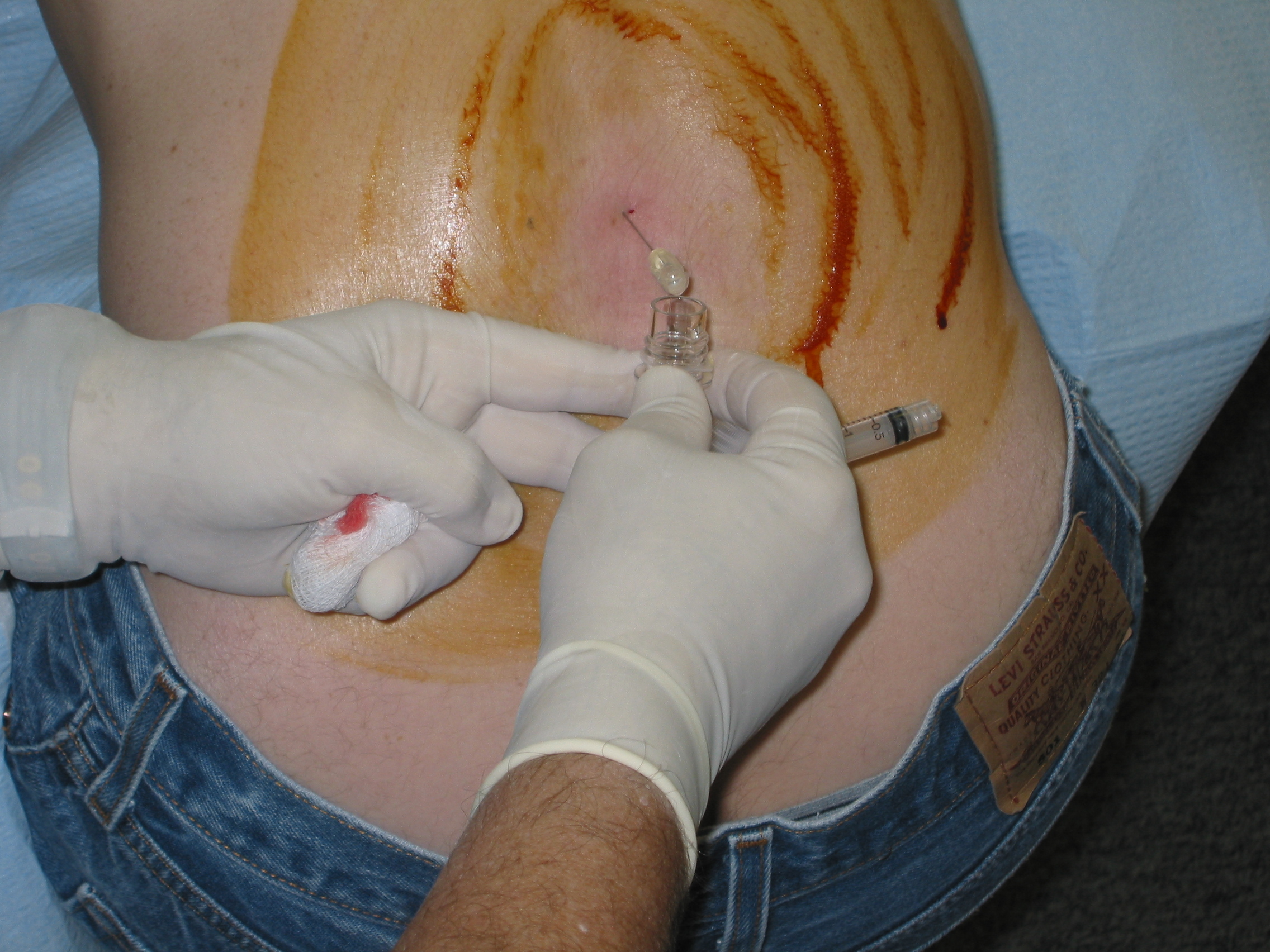
Люмбальная пункция

## Патогенез
Возбудитель может проникать в эпидуральное пространство несколькими путями: Во-первых с током крови и лимфы (гематогенный/лимфогенный путь) из отдаленных источников инфекции. Например, при очагах воспаления в мягких тканях, сердце (эндокардит), желудочно-кишечном тракте, дыхательной системе, ротовой полости и иных локализаций. Во-вторых прямо проникая из соседних зон — например при воспалении позвонка (вертеброгенный остеомиелит), гнойных очагах в области глотки (парафарингеальные), почек (паранефральные), мышц спины (параспинальные), при пролежнях и дермальных синусах. И третий путь это занос возбудителя с поверхности кожи при ранении, оперативном вмешательстве или проведении иных медицинских процедур, таких как люмбальная пункция, постановка эпидурального катетера или паравертебральное введение лекарственных препаратов (лечебная блокада).

## Этиология
Наиболее частым возбудителем инфекции является золотистый стафилококк — Staphylococcus aureus, также причиной могут быть стрептококки и другие анаэробные бактерии, кишечная палочка Escherichia coli. Реже встречаются такие возбудители, как микобактерия туберкулеза Mycobacterium tuberculosis (болезнь Потта), грибковая инфекция и другие.

## Факторы риска
К состояниям, повышающим риск развития спинального эпидурального абсцесса, относят следующие факторы: Заболевания снижающие иммунную защиту (сахарный диабет, ВИЧ-инфекция, злокачественные новообразования, хроническая почечная недостаточность, алкоголизм и цирроз печени, использование кортикостероидных препаратов и других лекарственных препаратов, подавляющих иммунный ответ). Следующим фактором являются анатомические аномалии и дегенеративные заболевания позвоночника. Также риск повышен у людей, которым проводится внутривенное введение лекарственных препаратов (в связи с риском занесения инфекции и её распространения с током крови)

## Клиническая картина
В клинической картине можно выделить три основных синдрома: Воспалительный синдром — повышение температуры тела, озноб, интоксикация. Болевой синдром — локализованная боль в области воспаления, усиливающаяся при пальпации и перкуссии. Очаговый неврологический дефицит — признаки поражения спинно-мозговых корешков, конского хвоста или спинного мозга.
Поражение спинно-мозговых корешков может выражаться в нарушении чувствительности, слабости мышц и потери рефлексов в зоне, которую он иннервирует. При вовлечении волокон конского хвоста также отмечается нарушение функции тазовых органов. А при поражении спинного мозга симптомы будут зависеть от уровня поражения и его обширности и могут включать — слабость во всех конечностях или только ногах, нарушение чувствительности ниже очага в спинном мозге, нарушение функции тазовых органов.
Симптомы, как правило, появляются не одновременно. В первую очередь появляется боль, нарастающая в течение нескольких недель и плохо поддающаяся лечению, затем присоединяется лихорадка и неврологический дефицит, который развивается в течение 4-5 дней.. На основании этого стали выделять стадии развития спинального эпидурального абсцесса:
Ⅰ стадия — боль в спине, лихорадка, локальная болезненность
ⅠⅠ стадия — Симптомы поражения нервных корешков (корешковая боль), ригидность затылочных мышц/скованность шеи, снижение сухожильных рефлексов
ⅠⅠⅠ стадия — слабость в мышцах, нарушение чувствительности, нарушение функции тазовых органов
Ⅳ стадия — полный паралич

## Диагностика

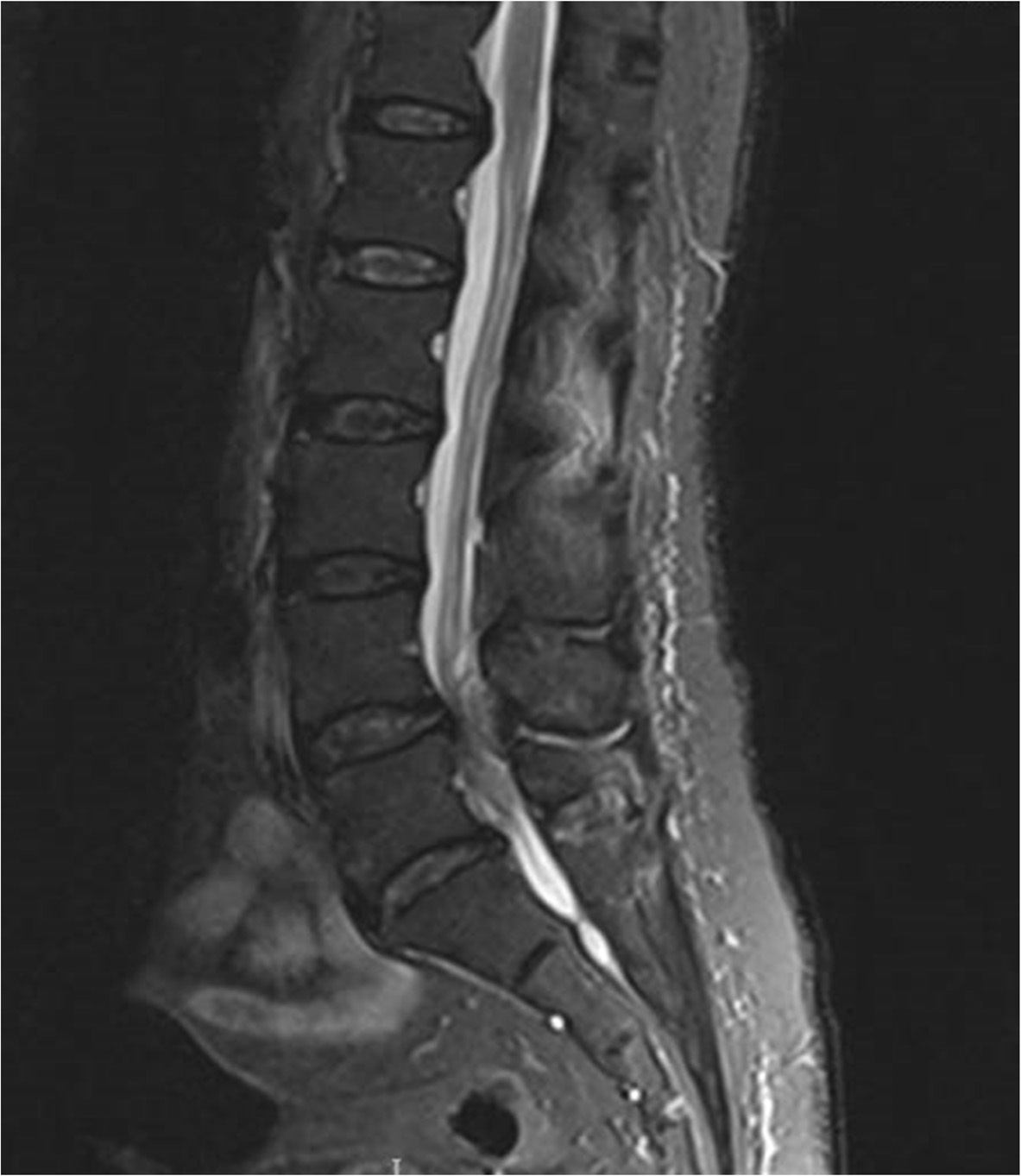
Эпидуральный спинальный абсцесс на поясничном уровне

Диагностика спинального эпидурального абсцесса базируется на оценке истории развития болезни, симптомов и подтверждается данными лабораторной диагностики и нейровизуализации.
Лабораторная диагностика — проводится для подтверждения наличия воспаления и для определения возбудителя. Основными тестами являются: общий анализ крови с подсчетом количества лейкоцитов, скорость оседания эритроцитов и уровень С-реактивного белка. Для определения возбудителя используют двукратный посев крови и исследование ткани в области абсцесса. Забор крови для посева проводят до начала антибиотикотерапии.
Нейровизуализация — Магнитно-резонансная томография является основным методом визуализации. Чувствительность метода составляет 91 %, оцениваются режимы Т1, Т2, FLAIR, STIR, DWI и другие, а также изображения после введения контрастного вещества. КТ-миелография также обладает высокой чувствительностью, но в данное время используется редко из-за риска распространения инфекции, а также в связи с тем, что возможности компьютерной томографии в исследовании мягких тканей ограничены. Возможно применение данного метода при противопоказаниях для проведения магнитно-резонансной томографии.

## Дифференциальный диагноз
При постановке диагноза спинальный эпидуральный абсцесс, необходимо исключить такие заболевания как: Эпидуральная гематома, ВИЧ-ассоциированная миелопатия, метастатическое поражение оболочек спинного мозга (лептоменингеальный канцероматоз), рассеянный склероз, патология сосудов кровоснабжающих спинной мозг и приводящая к развитию инфаркта или гематомы спинного мозга, метастазы в позвоночник, спондилолистез и другие дегенеративные заболевания позвоночника, тропические миелонейропатии, миелопатия связанная с дефицитом витамина В12 (фуникулярный миелоз), Постоперационная спинальная серома, опоясывающий лишай (Herpes Zoster) и другие.

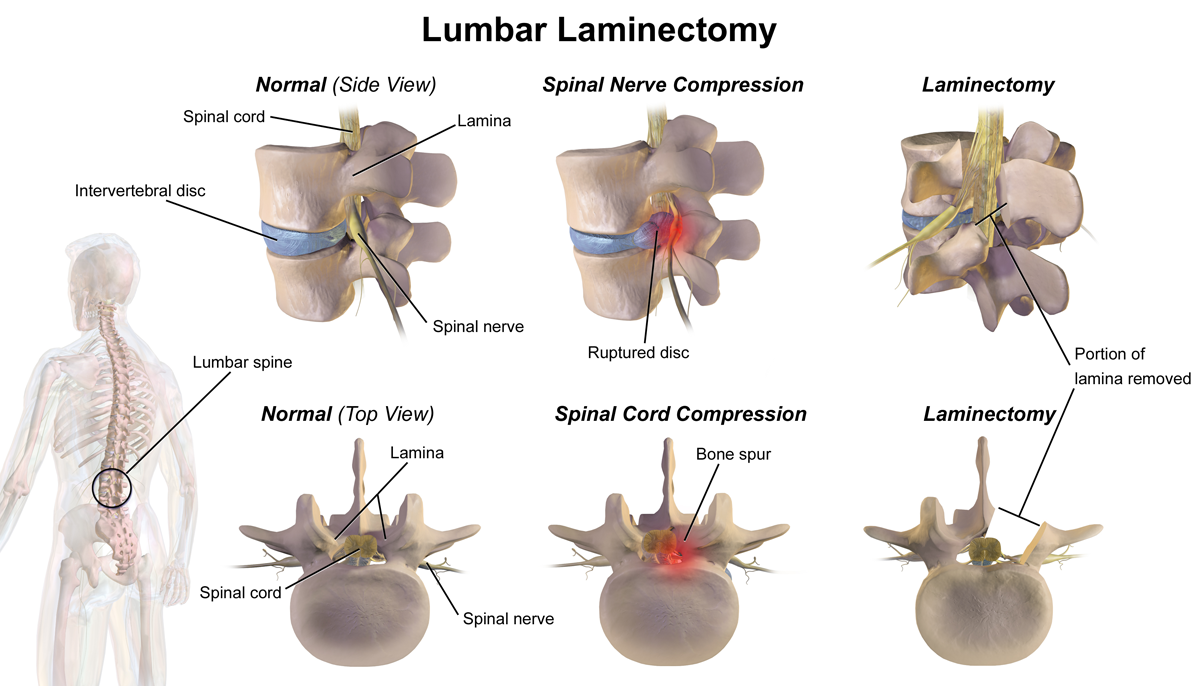
Ламинэктомия

## Лечение
В терапии важное значение имеет своевременное начало лечение. Прогноз лучше у пациентов, лечение которых было начато на ранних стадиях заболевания, до развития выраженного неврологического дефицита. Для лечения таких пациентов используется антибиотикотерапия как основная терапия или совместно с хирургическим лечением. Золотым стандартом является сочетание антибиотикотерапии и оперативного вмешательства.
Антибактериальная терапия длительная до 4-6 недель в случае, если нет сопутствующего остеомиелита и 6-8 недель при его наличии,в отдельных случаях требуется более длительный курс антибактериальной терапии (до 16 недель).
Только антибиотикотерапия без оперативного вмешательства может использоваться у пациентов с небольшими абсцессами, без неврологического дефицита или с незначительным не нарастающим неврологическим дефицитом. А также в ситуациях, когда оперативное вмешательство по каким-либо причинам невозможно. К таким ситуациям могут относиться: отказ пациента от вмешательства, тяжелое состояние пациента до его стабилизации, признаки полного поражения спинного мозга давностью более 24-36 часов
В одном из исследований были установлены факторы риска, при наличии которых антибиотикотерапия без оперативного вмешательства была недостаточна эффективна. К ним относятся: уровень С-реактивного белка более 115, уровень лейкоцитов более 12,5*10*9 и положительный посев крови.
А также: наличие неврологического дефицита, сахарный диабет, возраст более 65 лет, инфекция вызванная метициллин-резистентным золотистым стафилококком (MRSA), злокачественное новообразование, прогрессирование заболевания по данным нейровизуализации, дорсальное расположение абсцесса
Типы оперативных вмешательств: Ламинэктомия: Удаление части дуги позвонка для доступа к эпидуральному пространству и дренирования абсцесса. Также в некоторых случаях применяют минимально инвазивные методы. Например, возможно использование чрезкожных методов дренирования под контролем КТ или МРТ. По показаниям могут проводится и другие типы вмешательств.
На эффективность проводимого вмешательства влияют несколько факторов, во-первых, своевременность вмешательства (при выполнении операции более чем через 24-36 часов, от развития неврологического дефицита, шансы на восстановление значительно уменьшаются), во-вторых, размер абсцесса и выраженность неврологического дефицита.

## Прогноз
Степень восстановления зависит от стадии заболевания на которой было начато лечение, так у пациентов с стадией Ⅳ улучшение функций после операции выражено очень слабо, а если пациента начали лечить и прооперировали на стадии ⅠⅠ в течение первых 24 часов, то состояние подавляющего большинства больных (до 90 %) улучшается. Полностью восстанавливаются 41-47 % пациентов, у 4-22 % развивается необратимый паралич ног. Смертность составляет 5-7 %. Рецидивы заболевания случаются редко, согласно исследованию 2018 г. частота рецидивов составляет 3,6 %

## Осложнения
У людей с спинальным эпидуральным абсцессом возможны следующие осложнения: Пролежни, инфекция мочевыводящих путей, тромбоз глубоких вен нижних конечностей, сепсис, менингит. Сепсис и менингит вносят наибольший вклад в смертность у пациентов со спинальным абсцессом.

## История

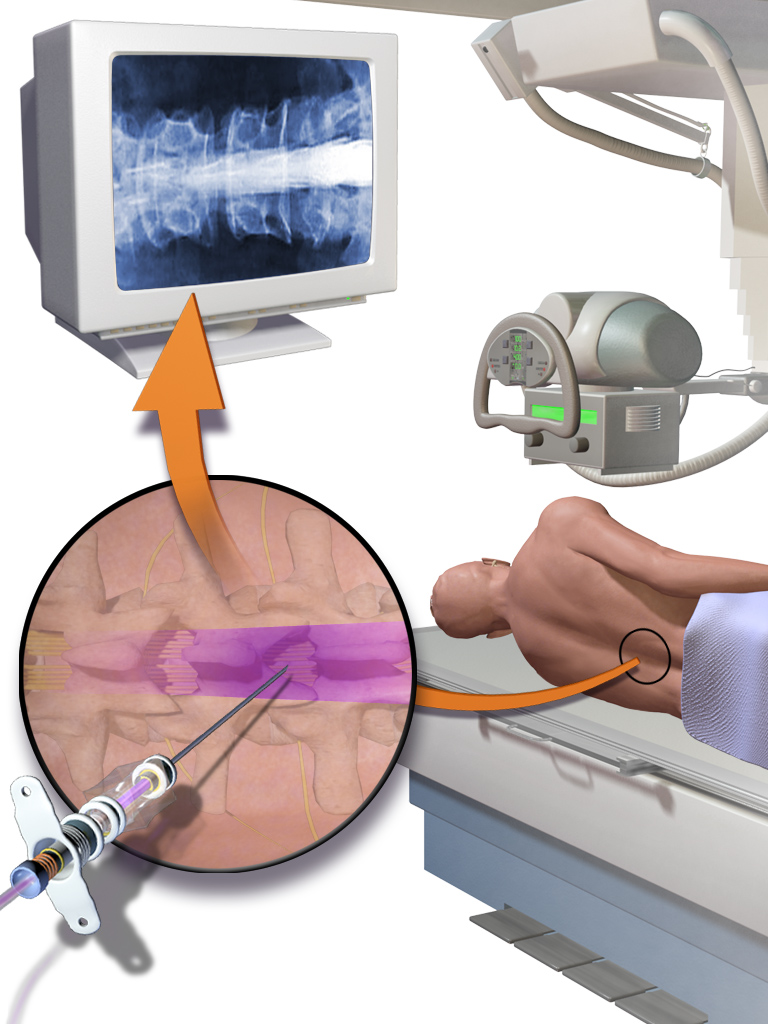
Методика проведения миелографии

18 век — Первые задокументированные случаи заболевания. Впервые в 1761 г. итальянский анатом Моргани описал историю заболевания у мужчины 40 лет, у которого отмечалась выраженная боль в спине и паралич ног, ученый предположил, что у этого мужчины спинальный эпидуральный абсцесс. Пациент погиб и при проведении патологоанатомического вскрытия, его предположение подтвердилось.
19 век — Появляются новые публикации о случаях инфекций позвоночника: Джузеппе Бергамаски в 1820 году в Париже, Иоганн Фридрих Герман Альберс в 1833 году в Бонне, а также Левицкий в 1877 году в Польше и Спенсер в 1879 г. в Америке. Врачи описывали локальные гнойные воспаления, которые вызывали неврологические симптомы, однако точный механизм их возникновения был неизвестен, и все описанные пациенты умерли.
До открытия антибиотиков лечение ограничивалось дренированием гноя и поддерживающей терапией, но большая часть пациентов все равно погибала.
Впервые оперативное вмешательство в связи с развитием спинального эпидурального абсцесса в 1892 году провел французский врач Эдмон Делорм, который выполнил резекцию дужек (ламинэктомию) 7-11 грудных позвонков. Однако этот пациент скончался.. О первой же успешной операции сообщил Барт в 1901 году, пациентом был молодой человек, который в возрасте 21 года получил ножевое ранение с спину на уровне 8-9 грудных позвонков и у которого развился спинальный абсцесс. После оперативного вмешательства пациент выжил, но неврологический дефицит у него сохранился.
Открытие антибиотиков (20-е — 30-е годы XX века) — С открытием антибиотиков стало возможным эффективное лечение инфекций, что значительно снизило смертность от спинальных абсцессов.
1950-е — 1970-е годы — Развитие нейрохирургии позволило более точно диагностировать и лечить СЭА. Широкое применение рентгенографии и миелографии дало врачам возможность локализовать поражение в позвоночнике. Все больше случаев успешного хирургического лечения.
1980-е годы: эпоха МРТ — С внедрением магнитно-резонансной томографии (МРТ) диагностика спинальных эпидуральных абсцессов стала значительно точнее. Это позволило раннее обнаружение абсцессов и улучшило результаты лечения. Хирургическое вмешательство стало стандартом для больших абсцессов или при наличии неврологических осложнений